# Friedland (Mecklenburg)
Friedland  är en stad i det nordtyska förbundslandet Mecklenburg-Vorpommern.
Staden ingår i kommunalförbundet Amt Friedland tillsammans med kommunerna Datzetal och Galenbeck.

## Geografi
Friedland är beläget mellan städerna Anklam och Neubrandenburg i distriktet Mecklenburgische Seenplatte. Genom staden flyter ån Datze.

### Stadsdelar
Friedland har åtta stadsdelar:
| - Bresewitz (sedan 1957) - Brohm (sedan 2004) - Cosa - Dishley | - Heinrichswalde - Hohenstein - Ramelow - Schwanbeck (sedan 2004) |

## Historia
Staden med namnet Vredelandt grundades 1244 av de brandenburgska markgrevarna Otto III och Johan I. I början av 1300-talet tillhörde staden territoriet Herrschaft Stargard (1304) och 1348 blev den del av hertigdömet Mecklenburg.

### 1800- och 1900-talet
I slutet av 1800-talet utvecklades industrin i Friedland. Till exempel grundades en sockerfabrik (1891) och en kakelfabrik (1894) i staden. 1884 byggdes en järnväg till Neubrandenburg.
Under andra världskriget förstördes 80 procent av den historiska stadskärnan. Staden återuppbyggdes under DDR-tiden, huvudsakligen med prefabricerade hus. Under denna tid tillhörde Friedland distriktet Neubrandenburg-Land i länet Neubrandenburg.

### Befolkningsutveckling
Befolkningsutveckling  i Friedland
Källa:,
,

## Sevärdheter
- Ringmur från 1300- och 1400-talet

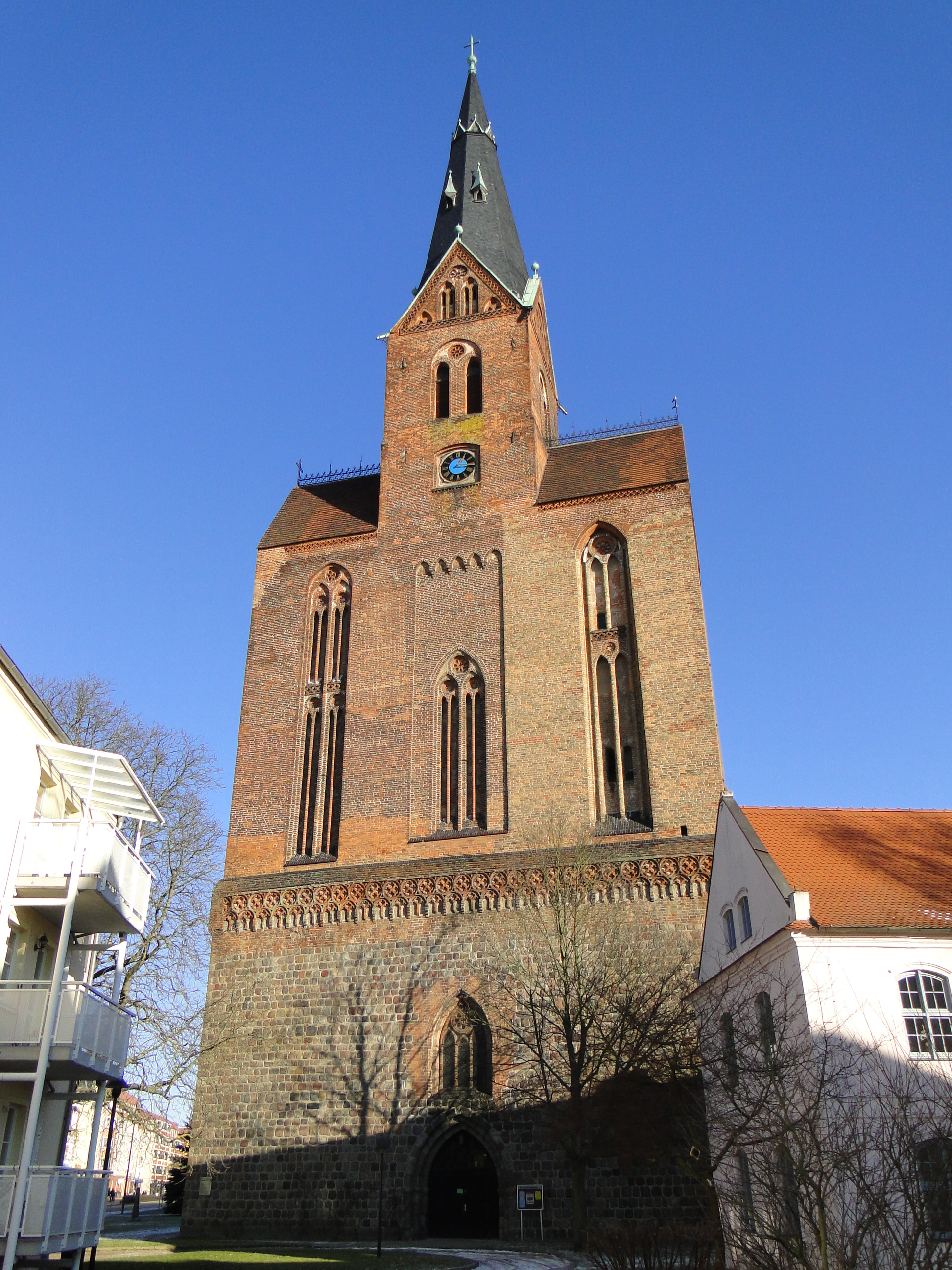
Marienkyrkan

- Stadsportarna Anklamer Tor och Neubrandenburger Tor
- Marienkyrkan från 1300- och 1400-talet, uppförd i tegel

## Vänorter
Friedland har följande vänorter:
- Friedland i förbundslandet Niedersachsen
- Friedland i förbundslandet Brandenburg
- Frýdlant v Čechách, i Tjeckien
- Frýdlant nad Ostravicí, i Tjeckien
- Korfantów, i Polen
- Mieroszów, i Polen
- Prawdinsk, i Ryssland

## Kommunikationer
Genom staden går förbundsvägen (tyska:Bundesstraße) B 197, som förbinder Friedland med Neubrandenburg och Anklam.